# Tubarão-de-bigode
O tubarão-de-bigode (Furgaleus macki) é uma espécie de tubarão da família Triakidae, sendo o único membro de seu gênero. Comum na plataforma continental australiana, desde a Austrália Ocidental até o Estreito de Bass, vive a profundidades de até 220 metros. De hábitos demersais, prefere habitats rochosos e com vegetação. Com corpo robusto e aparência quase "corcunda", o tubarão-de-bigode distingue-se dos outros membros de sua família pelos longos barbilhos nasais. Suas duas barbatanas dorsais, moderadamente grandes, são aproximadamente iguais em tamanho. Apresenta coloração cinza-acastanhada no dorso e mais clara na face ventral, com um padrão de sela e manchas escuras em indivíduos jovens. Esta espécie atinge 1,6 metro de comprimento.
A dieta do tubarão-de-bigode é composta quase exclusivamente de polvos. É vivíparo; as fêmeas têm ninhadas de 4 a 28 filhotes a cada 2 anos, entre agosto e outubro, após um período de gestação de 7 a 9 meses. Inofensivo, este tubarão é utilizado por sua carne, sendo uma das espécies comercializadas na Austrália. É capturado principalmente pela pesca comercial de rede de emalhar na Austrália Ocidental. Sua população declinou significativamente devido à pesca predatória nas décadas de 1970 e início dos anos 1980, o que levou à implementação de novas medidas de manejo na metade dos anos 1980. Desde então, um rigoroso gerenciamento pesqueiro manteve a população do tubarão-de-bigode estável ou em crescimento, resultando em sua classificação como pouco preocupante pela União Internacional para a Conservação da Natureza (IUCN).

## Taxonomia e filogenia
|  | Hemitriakis [en] |
|  |                  |
|  | Furgaleus        |
|  |                  |

|  | Triakis semifasciata                                                 |
|  |                                                                      |
|  | \| \| Galeorhinus [en] \| \| \| \| \| \| Hypogaleus [en] \| \| \| \| |
|  |                                                                      |
|  | Galeorhinus [en]                                                     |
|  |                                                                      |
|  | Hypogaleus [en]                                                      |
|  |                                                                      |

|  | Galeorhinus [en] |
|  |                  |
|  | Hypogaleus [en]  |
|  |                  |

|  | Hemitriakis [en] |
|  |                  |
|  | Furgaleus        |
|  |                  |

|  | Triakis semifasciata                                                 |
|  |                                                                      |
|  | \| \| Galeorhinus [en] \| \| \| \| \| \| Hypogaleus [en] \| \| \| \| |
|  |                                                                      |
|  | Galeorhinus [en]                                                     |
|  |                                                                      |
|  | Hypogaleus [en]                                                      |
|  |                                                                      |

|  | Galeorhinus [en] |
|  |                  |
|  | Hypogaleus [en]  |
|  |                  |

|  | Hemitriakis [en] |
|  |                  |
|  | Furgaleus        |
|  |                  |

|  | Triakis semifasciata                                                 |
|  |                                                                      |
|  | \| \| Galeorhinus [en] \| \| \| \| \| \| Hypogaleus [en] \| \| \| \| |
|  |                                                                      |
|  | Galeorhinus [en]                                                     |
|  |                                                                      |
|  | Hypogaleus [en]                                                      |
|  |                                                                      |

|  | Galeorhinus [en] |
|  |                  |
|  | Hypogaleus [en]  |
|  |                  |

|  | Hemitriakis [en] |
|  |                  |
|  | Furgaleus        |
|  |                  |

|  | Triakis semifasciata                                                 |
|  |                                                                      |
|  | \| \| Galeorhinus [en] \| \| \| \| \| \| Hypogaleus [en] \| \| \| \| |
|  |                                                                      |
|  | Galeorhinus [en]                                                     |
|  |                                                                      |
|  | Hypogaleus [en]                                                      |
|  |                                                                      |

|  | Galeorhinus [en] |
|  |                  |
|  | Hypogaleus [en]  |
|  |                  |

|  | Hemitriakis [en] |
|  |                  |
|  | Furgaleus        |
|  |                  |

|  | Triakis semifasciata                                                 |
|  |                                                                      |
|  | \| \| Galeorhinus [en] \| \| \| \| \| \| Hypogaleus [en] \| \| \| \| |
|  |                                                                      |
|  | Galeorhinus [en]                                                     |
|  |                                                                      |
|  | Hypogaleus [en]                                                      |
|  |                                                                      |

|  | Galeorhinus [en] |
|  |                  |
|  | Hypogaleus [en]  |
|  |                  |

|  | Hemitriakis [en] |
|  |                  |
|  | Furgaleus        |
|  |                  |

|  | Triakis semifasciata                                                 |
|  |                                                                      |
|  | \| \| Galeorhinus [en] \| \| \| \| \| \| Hypogaleus [en] \| \| \| \| |
|  |                                                                      |
|  | Galeorhinus [en]                                                     |
|  |                                                                      |
|  | Hypogaleus [en]                                                      |
|  |                                                                      |

|  | Galeorhinus [en] |
|  |                  |
|  | Hypogaleus [en]  |
|  |                  |

|  | Hemitriakis [en] |
|  |                  |
|  | Furgaleus        |
|  |                  |

|  | Triakis semifasciata                                                 |
|  |                                                                      |
|  | \| \| Galeorhinus [en] \| \| \| \| \| \| Hypogaleus [en] \| \| \| \| |
|  |                                                                      |
|  | Galeorhinus [en]                                                     |
|  |                                                                      |
|  | Hypogaleus [en]                                                      |
|  |                                                                      |

|  | Galeorhinus [en] |
|  |                  |
|  | Hypogaleus [en]  |
|  |                  |

|  | Hemitriakis [en] |
|  |                  |
|  | Furgaleus        |
|  |                  |

|  | Triakis semifasciata                                                 |
|  |                                                                      |
|  | \| \| Galeorhinus [en] \| \| \| \| \| \| Hypogaleus [en] \| \| \| \| |
|  |                                                                      |
|  | Galeorhinus [en]                                                     |
|  |                                                                      |
|  | Hypogaleus [en]                                                      |
|  |                                                                      |

|  | Galeorhinus [en] |
|  |                  |
|  | Hypogaleus [en]  |
|  |                  |

O ictiólogo australiano Gilbert Percy Whitley [en] descreveu o tubarão-de-bigode como um novo gênero e espécie, Fur macki, em uma edição de 1943 da revista científica Australian Zoologist. Como o nome Fur já era usado para o gênero Fur de moscas, em 1951, Whitley o substituiu por Furgaleus. O espécime-tipo é um macho imaturo de 50 cm capturado ao largo de Mordialloc [en], em Victoria, Austrália. Outros nomes comuns incluem tubarão-de-bigode-de-Mack, tubarão-de-recife e tubarão-trêmulo. Tubarões da porção ocidental de sua distribuição foram considerados uma espécie distinta, F. ventralis, até que estudos comparativos de Leonard Compagno [en] concluíram que não diferiam significativamente de F. macki.
Com base em morfologia, Leonard Compagno agrupou Furgaleus com Hemitriakis [en], Iago [en] e Gogolia [en] como a tribo Iagini, dentro da subfamília Galeorhininae da família Triakidae. Um estudo filogenético de 2006 por J. Andrés López e colegas, baseado em quatro sequências de genes codificadores de proteína, confirmou que Furgaleus e Hemitriakis são grupos irmãos; o estudo foi inconclusivo sobre a posição de Iago e não incluiu Gogolia.

## Descrição

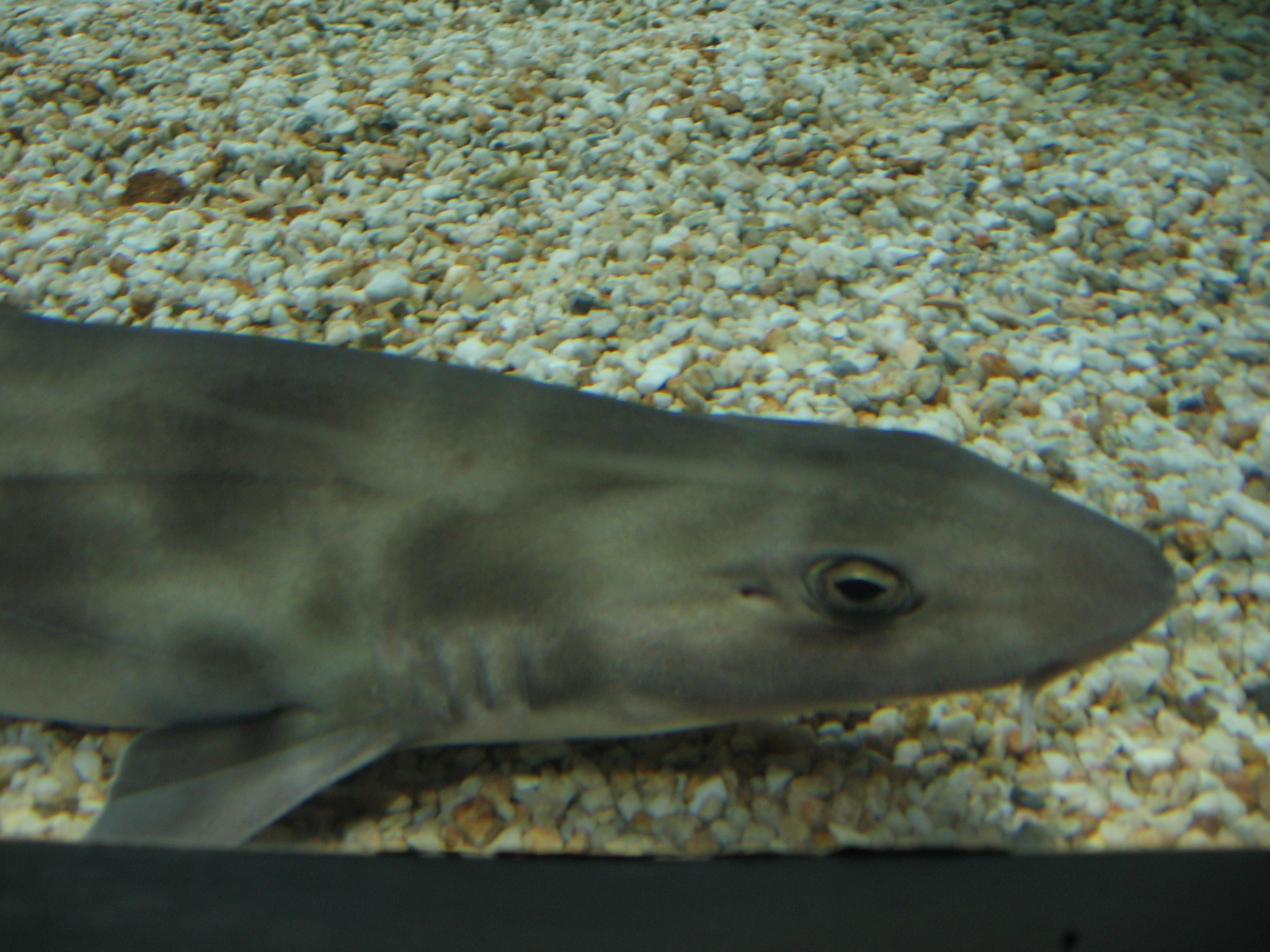
Traços distintivos do tubarão-de-bigode incluem seus barbilhões nasais e perfil "corcunda".

O tubarão-de-bigode tem um corpo moderadamente robusto, com uma aparência quase "corcunda". O focinho curto é arredondado ou em forma de cunha quando visto de cima. Esta espécie é o único tubarão da família Triakidae com as abas de pele anteriores às narinas alongadas em finos barbilhos. Os olhos ovais horizontais estão posicionados no topo da cabeça e possuem membranas nictitantes rudimentares (terceiras pálpebras protetoras). Abaixo do olho, há uma crista proeminente, e atrás dele, um pequeno espiráculo. A boca forma um arco curto e largo, com sulcos relativamente longos nos cantos. As fileiras de dentes somam 24–32 na mandíbula superior e 36–42 na inferior. Cada dente superior tem uma cúspide principal angulada, semelhante a uma faca, com cúspides menores no lado posterior, enquanto cada dente inferior tem uma única cúspide vertical. São visíveis cinco pares de fendas branquiais.
A primeira barbatana dorsal é relativamente grande e posicionada mais próxima das barbatanas peitorais do que das barbatanas pélvicas, embora sua origem esteja posterior às pontas traseiras das peitorais. A segunda barbatana dorsal é aproximadamente do mesmo tamanho da primeira e está ligeiramente à frente da barbatana anal, que é muito menor que as dorsais. A barbatana caudal possui um lobo inferior curto e uma incisura ventral profunda perto da ponta do lobo superior. Adultos são cinza-acastanhados no dorso e mais claros na face ventral; tubarões jovens têm coloração mais clara com selas e manchas escuras no corpo e nas barbatanas, que desvanecem e podem desaparecer com a idade. Esta espécie cresce até 1,6 metro de comprimento e 13 kg de peso.

## Distribuição e habitat
Endêmico da Austrália, o tubarão-de-bigode habita águas temperadas da plataforma continental desde o Cabo Noroeste na Austrália Ocidental até Wynyard [en] na Tasmânia. É mais comum na porção sudoeste de sua distribuição, entre Kalbarri e Albany, e raro ao largo de Victoria e Tasmânia. Sua distribuição parece abranger uma única população. Esta espécie é encontrada próxima à zona demersal a profundidades de até 220 metros. Prefere áreas rochosas e leitos de algas marinhas da ordem Laminariales.

## Biologia e ecologia

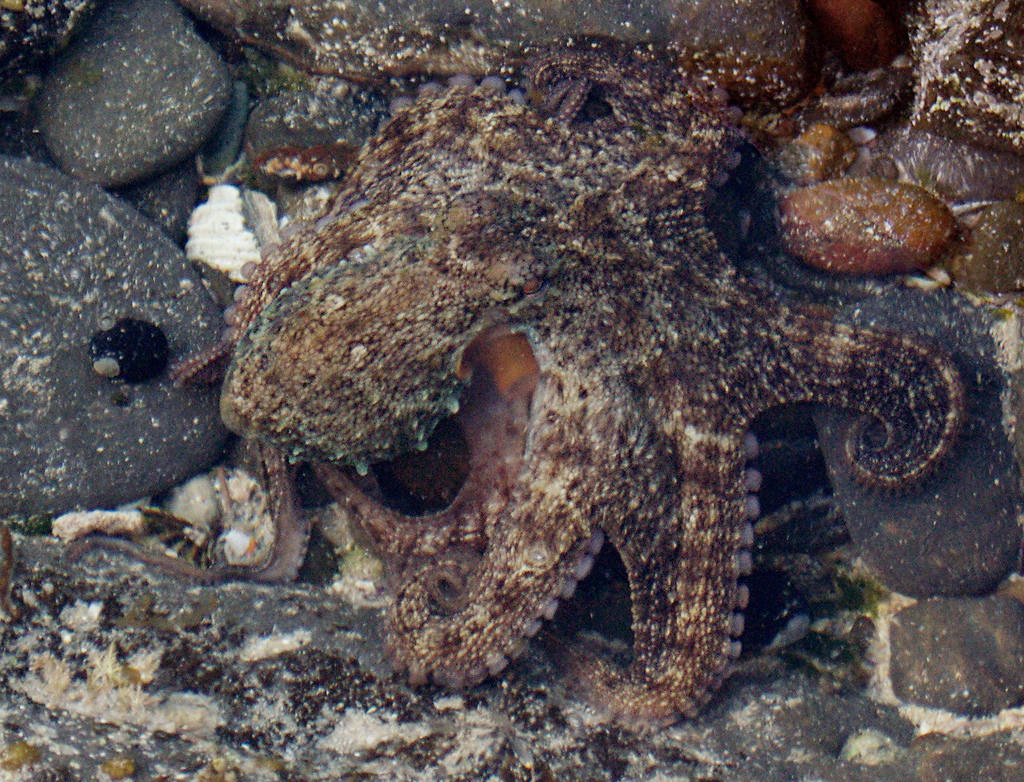
Polvos são a principal fonte de alimento do tubarão-de-bigode.

O tubarão-de-bigode é um predador ativo e altamente especializado, alimentando-se quase exclusivamente de polvos. Outros cefalópodes, peixes ósseos, pequenos lagostas da família Palinuridae, vermes da classe Echiura e ervas marinhas também foram encontradas em seu estômago. Um parasita conhecido desta espécie é a tênia Calliobothrium pritchardae.
Como outros tubarões da família Triakidae, o tubarão-de-bigode é vivíparo; os embriões em desenvolvimento são sustentados por vitelo e provavelmente também por histotrofo produzido pela mãe. Machos podem se reproduzir anualmente, enquanto fêmeas têm um ciclo reprodutivo bienal. O acasalamento ocorre em agosto e setembro; as fêmeas armazenam esperma até o final de janeiro a início de abril do ano seguinte, quando os óvulos estão prontos para serem ovulados no útero. Após um período de gestação de 7 a 9 meses, ninhadas de 4 a 28 filhotes (média de 19) nascem entre agosto e outubro. O tamanho da ninhada aumenta com o tamanho da fêmea. Os recém-nascidos medem 22–27 cm de comprimento.
Tubarões-de-bigode filhotes são raramente capturados por pescadores comerciais, sugerindo que áreas de berçário podem estar em águas mais profundas ou habitats não pescados. Os filhotes dobram ou triplicam de tamanho nos primeiros 15–17 meses de vida e continuam a crescer rapidamente até os 3–4 anos. A maturidade sexual é atingida com 1,1–1,3 metro de comprimento para ambos os sexos, correspondendo a cerca de 5 anos para machos e 7 anos para fêmeas. Tubarões maduros apresentam taxas de crescimento insignificantes, possivelmente devido à alocação de recursos para a reprodução. A expectativa máxima de vida é estimada em 15 anos.

## Interações com humanos
Inofensivo aos humanos, o tubarão-de-bigode é pescado comercialmente por sua carne, vendida fresca. Junto com o tubarão-negro (Carcharhinus obscurus) e o cação-antárctico [en] (Mustelus antarcticus), é alvo de uma pescaria de tubarões na Austrália Ocidental, atualmente gerenciada como a Western Australian Joint Authority Southern Demersal Gillnet and Demersal Longline Fishery. A pescaria começou na década de 1940 com um pequeno número de embarcações de palangres demersais, mas o tubarão-de-bigode só foi capturado em quantidades significativas na década de 1970, com a introdução de redes de emalhar de monofilamento, guinchos hidráulicos e mais embarcações. As capturas atingiram o pico no início dos anos 1980, com 400–600 toneladas anuais. A pesca predatória reduziu a população a menos de 30% dos níveis pré-exploração até meados dos anos 1980, levando o governo da Austrália Ocidental a implementar um plano de manejo que estabilizou a população em 25–30% dos níveis pré-exploração.
Em 1995, o comitê de aconselhamento de manejo para a pescaria de tubarões da Austrália Ocidental recomendou que o estoque de tubarões-de-bigode fosse reconstruído para 40% dos níveis pré-exploração até a temporada 2010/11, por meio de uma série de reduções de esforço pesqueiro. Embora a meta não tenha sido alcançada porque as reduções de esforço só foram concluídas em 2000/01, dados preliminares de captura por unidade de esforço indicam que a população está aumentando. Em 2004/05, esta espécie representou 12% (153 toneladas) do peso da pescaria. O tubarão-de-bigode também é uma captura secundária da pescaria de tubarões do sul, que não ameaça a espécie como um todo. Como sua população está estável e é regularmente monitorada, e as pescarias que a afetam são bem gerenciadas, a União Internacional para a Conservação da Natureza classificou esta espécie como pouco preocupante.